# Benda Iván (fotográfus)
Benda Iván (Budapest, 1949. szeptember 24. –) fotográfus, zenész.

## Élete
Általános és középiskolai tanulmányait a fővárosban végezte, 1969-ben érettségizett a Szinyei Merse Pál Gimnáziumban. Tizenhat éves kora óta folyamatosan foglalkozik fényképezéssel. Érettségi után elvégezte a fényképész iskolát. Gyermekkora óta zenél, különböző hangszereken (gitár, dob) játszik és énekel. 
Az Országos Szórakoztatózenei Központ stúdiójában tanult. Énektanárai Ákos Stefi, Pető István voltak. Gitáron Kovács Andor, dobon Bányai Lajos tanította. Klasszikus énektanára Szterszky Adrienne volt. 1971–1974 között a Honvéd Művészegyüttes szólista énekese. Ebben az időszakban is folyamatosan foglalkozott fényképezéssel, az együttes fellépéseit és működésének egyéb eseményeit dokumentálta. 
1974–1977 között zenészként dolgozott, saját zenekarával Európa számos országát bejárta. 1978-ban visszatért tanult szakmájához, mestervizsgát tett, és mint egyéni vállalkozó, fényképész mesterként kezdett dolgozni.

## Fotográfusi pályája
Kezdetben portré, riport fényképezéssel foglalkozott. Az 1980-as évek végén létrehozta saját műtermét, amelyben egyaránt készített portré, reklám, divat és tárgy fotográfiákat, valamint művészi témájú képeket. Olyan világcégeknek dolgozott, mint a Shell, a Kapsch, a Siemens, az Ericsson, a Sony vagy a Johnnie Walker. Fotográfusként a műterem alapítása körüli időben került kapcsolatba a színház, a tánc, a koncertek és az irodalom világával. 1989–2013 között a Győri Nemzeti Színház és a Győri Balett, 1993–2012 között a Budapest Kongresszusi Központ művészeti eseményeinek fotográfusa. Budapesten a Thália és az Új Színház alkalmazásában is állt, de készített fényképeket különböző alternatív színtársulatok előadásairól is. A zenei, a színházi és az irodalmi világ nagyjairól készített portré felvételeket, mint pl.: Solti György, Kocsis Zoltán, Yehudi Menuhin, Isaac Stern, Jancsó Miklós, Sütő András és mások.
Szereti a szakmai kihívásokat, az egyedi helyzeteket. A hétköznapi fotográfiai elfoglaltságok mellett, szívesen vállalkozott olyan munkákra is, amelyek során speciális feladatokat kellett megoldania. Foglalkozott például középületek, szállodák, irodaházak külső és belső tereinek fotózásával, fényképezte tűzoltóautó létrájáról a Keleti pályaudvar tetőszerkezetét, a Parlament kupoláját, cégek katalógusait, divat fotókat, esküvőket, óvodai és iskolai gyerek portré és csoportképeket, kórházi műtéteket, archeológiai ásatásokat.
Rendszeresen járja az országot, különösen a Cserehát világát, és a Balaton felvidékét fényképezi szívesen, de olaszországi és görögországi útjait is számos fotográfia őrzi. 2000 óta folyamatosan dolgozik Izraelben. Az ebben az időszakban készített alkotásain keresztül érzékletesen mutatja be – többek között – a három világvallás egymás mellett élését a Szentföldön. Ezekből az utakból született meg az Élő Jeruzsálem c. fotóalbum.
Fotográfiái megjelentek hazai és külföldi kiállításokon, könyvekben, könyvborítókon, folyóiratokban, naptárakban, heti és napilapokban (Ellenfény, National Geographic Magyarország, Múzsa, Operaélet, Színház, Tánc stb).   Fotóillusztrációkat készített többek között Vekerdy Tamás: Álmok és lidércek c. könyvéhez, Tandori Dezső: Raszternyak. Egy másik párizsi regény c. kötetéhez, az Ab Ovo kiadó gondozásában megjelent: Nagy Számítógép című könyvhöz. 2016-ban megjelent albuma a „Kimegyek a doberdói harctérre” című, a fotográfia és a költészet ötvözete.
Életműve, mind technikai, mind tematikai szempontból szerteágazóan mutatja be a fotográfiában rejlő lehetőségeket. Majd négy évtizedet felölelő munkásságában nyomon követhető a különböző fényképezési technikák alkalmazása az analóg fekete-fehér korszaktól kezdve napjaink legmodernebb digitális, illetve grafikai-szoftveres technikáinak felhasználásáig.
Képeiből tematikus válogatások itt találhatók.

## Kiállításai
Első önálló kiállítását 1993-ban rendezték a Budapest Kongresszusi Központban, a „70-es évek” témájában készült fotóiból. Azóta több mint negyven önálló kiállítása volt és több mint tíz csoportos kiállításon vett részt itthon és külföldön. Kiállításainak teljes jegyzéke itt érhető el.

### Önálló kiállítások (válogatás)
- A 70-es évek. Budapest Kongresszusi Központ, 1993. november–1994. január
- Olympia. Pitypang Galéria, Budapest, 1996. december
- Fotó Benda. Budapest Kongresszusi Központ, Budapest, 1999. május 19. – június 19.
- Benda Iván színházi fotói és színész portréi. Győri Nemzeti Színház, 1999. június
- Tánc – színház – koncert. Rátkai Klub, Budapest, 2000. április
- Izrael arcai. Bálint Zsidó Közösségi Ház, Budapest, 2000. november
- Gerusalemme de fotografo Benda Iván. L’Accademia d’ Ungheria in Roma, 2001. május 2. – június 18.
- Benda Iván fotóművész gyűjteményes kiállítása. Életmű-kiállítás. Városi Művészeti Múzeum Képtára, Győr, 2002. május 18. – július 7.
- Iván Benda Photographs. Bet Ariela Cultural Center, Tel Aviv, 2002. december 18. – 2003. március 18.
- Iván Benda Photographs. Le’Zion Performing Arts Center, 2003. március 25. – április 30.
- Ivan Benda – La compagnia di balletto di Gyor. R.: Accademia d’Ungheria – Palazzo dei Falconieri, Róma, 2004. december 9. – 2005. január 9.
- Chianciano Terme, Olaszország. 2004. június 29. – július 4.
- Élő Jeruzsálem. Magyar Kulturális, Tudományos és Tájékoztatási Központ, Moszkva, 2005. április 18. – május 18.
- Győri Broadway (1993–2005) – Benda Iván fotókiállítása. Országos Színházi Találkozó, Győri Nemzeti Színház 2005. június 23–26.
- Az élő Jeruzsálem – Benda Iván fotókiállítása. Spinoza Ház, Budapest, 2005. augusztus 29. – szeptember 29.
- Az élő Jeruzsálem. Balabanov Ház, Városi Galéria, a Festők Társaságának Kiállítóterme, Plovdiv, 2005. október 14–31. (Plovdivi Nemzetközi Fotótalálkozó)
- Az élő Jeruzsálem. Szófiai Magyar Kulturális Intézet, 2005. november
- Tornabarakony – Egy magyar falu. Széchenyi István Általános Iskola, Budapest XIV., 2006. január
- Az ókori olympiák világa. Dr. Mező Ferenc Általános Iskola, Budapest XIV., 2006.
- Az ókori olympiák világa. Zuglói Hajós Alfréd Magyar-Német Két Tanítási Nyelvű Általános Iskola, Budapest XIV., 2006. február 2–9.
- Az élő Jeruzsálem. Dohodno Zdanie, Rusze, 2006. március
- Iván Benda: Jeruzalem. Synagóga, Nitra, 2007. február 6–28.
- Húsvét Jeruzsálemben. Austrian Hospice of the Holy Family, Jerusalem, 2007. április – június
- A Szentföld. Ramallah (Palesztin Közigazgatás), 2007. október 28. – december 31.
- A Szentföld. Bethlehem (Palesztin Közigazgatás) Kultúrközpont, 2008 február-április
- Ősi kultúrák. Városháza, Athén, 2009. október-november
- Az élő Jeruzsálem. Komjáti, 2010. augusztus
- Az ókori olympiák világa. Arany János Gimnázium, Budapest, 2010. április
- Rakacai hétköznapok. A38- hajó, Budapest, 2010. május
- "Kimegyek a doberdói harctérre" Padányi Katolikus Iskola, Veszprém, 2013. augusztus 30.
- "Kimegyek a doberdói harctérre" Eötvös Galéria, Dorog, 2013. október 17.
- Martin Luther King. Arany János gimnázium, Budapest, 2013. december
- Benda Iván, fotográfus: Tánc. Első Magyar Látványtár Kiállítóháza, Tapolca-Diszel, 2013. június 29. – 2014. május 31.
- Benda Iván-Heller Ágnes: Az önkéntes zsidó gettók népe. Izraeli Kulturális Intézet, Budapest, 2015. május 18. – június 20.
- "Kimegyek a doberdói harctérre" Partiumi Keresztény Egyetem, Nagyvárad, 2017. november 11.
- Emlékezz! (Zachor) ZSILIP – Roth Lenke és Simon Kulturális Központ, Budapest, 2018. április 15 – május 16.
- Két sors egy cipő. Kisfaludy Károly Könyvtár, Győr, 2018. szeptember 7 – október 3.
- Apám utolsó üzenete. Sashegyi Arany János Általános Iskola és Gimnázium, Budapest, 2019. április 15. –
- "Az  apám utolsó üzenete" Kulturális és Konferencia Központ, Tokaj, 2019. október 3. – október 30.
- Apám utolsó üzenete. Erzsébetvárosi Zsidó Történeti Tár, 2020. január 16. – február 7.
- Jeruzsálem, Jeruzsálem... Bencés Gimnázium Galériája, Pannonhalma, 2020. szeptember 11. – október 5.
- "Az élő Jeruzsálem" Szent István Hitoktatási és Művelődési Ház Szent Korona Galéria, Székesfehérvár, 2021. május 28 – július 23.
- "Apám utolsó üzenete" K6 Galéria, Budapest, 2021. szeptember 24 – november 17.

### Csoportos kiállítások (válogatás)
- Erotika. Ipszilon Galéria, Szentendre 1996.
- „…s játszi bodor füstöddel, búmat vígan űzöd el…” Vármúzeum, Eger, 1996. november 8–1997. január 28.
- Húszéves a Győri Balett. Győri Nemzeti Színház, 1999. október
- Szubjektív. (Fotó a Látványtárban I.) Első Magyar Látványtár Kiállítóháza, Tapolca-Diszel, 1999. június 26–2000. május 31.
- 10 éves a Budapest Kongresszusi Központ. Budapest, 1995. március 13–május 31.
- A Tükör képei. Első Magyar Látványtár Kiállítóháza, Tapolca-Diszel, 2002 június 29–2003. május 31.
- Altorjai Sándor emlékkiállítás. K. Petrys Ház, Budapest, 2003. december 16–2004. február 15.
- Tánc a fotóművészetben. Veszprémi Összművészeti Fesztivál, 1998. május 8–12., Győri Nemzeti Színház, (I. Magyar Táncfesztivál) 1998. május 15–21., Bauxit Művelődési Központ, Tapolca, (Tapolcai Művészeti Nyár) 1998. július 9–20.
- Szín-terek. Thália Színház, Budapest, 2000. június (Az országos színházi találkozó)
- Rózsadomb és vidéke. Vízivárosi Galéria, Budapest, 2010. február 10-március 11.
- Képpárok és hármasképek. Art9 Galéria, Budapest, 2013.április 3-20.
- Istenért, Királyért, Hazáért! (Látványtári emlékkép a Nagy Háborúról) Első Magyar Látványtár Kiállítóháza, Tapolca-Diszel, 2014. június 28–2015. május 31.[1]
- A létra. Alattad a föld fölötted az ég. Műcsarnok, Budapest, 2015. november 5-2016. január 31.
- Fotókiállítás – Győri Balett 40. Esterházy Palota, Győr, 2019. október 30.

## Könyvei, kiadványai
Több nagy sikerű könyvet, kiállítási katalógust, naptárt és egyéb kiadványt készített.

### Önálló kötetek
- Fotó benda. Budapest, Ab Ovo, 1999 (Ismertetés: Bóta Gábor: Bujkáló fények. Magyar Hírlap, 32. 1999. 145. 8.)
- Az élő Jeruzsálem. Budapest, Szabad Föld Könyvkiadó, 2003 (Ismertetés: T. Z.: Szúrófényben. Népszabadság, 62. 2004. 127/1. 13.)
- Living Jerusalem. Budapest, Foto Benda, 2003
- Kimegyek a doberdói harctérre. Nagyapáink ifjúsága, versesképek a Nagy Háborúról. Budapest, Magyar Emlékezet Kulturális Egyesület, 2016
- Az út, az igazság és az élet. Budapest, benda FOTO, 2020
- "Az apám utolsó üzenete" Budapest, benda FOTO ; bendaArt, 2024.

### Társszerzős kötetek
- Benda Iván – Heller Ágnes: A törvények őrzői. Budapest, benda FOTO, 2019

### Egyéni kiállítás katalógusok
- A hetvenes évek. Benda Iván fényképész. Budapest, 1993
- Fotó Benda. Izrael – Palesztina – Szentföld. Budapest, 2001
- Iván Benda photographs. Bet Ariela Cultural Center, December 18, 2002 – March 18, 2003., Rishon Le’Zion Performing Arts Center March 25, 2003 – April 30, 2003

### Közreműködésével készült kötetek (válogatás)
- Budapest Kongresszusi Központ, Budapest Convention Centre, Budapest Kongreß Zentrum. Budapest, Tar Grafikai Stúdió, 1996
- „Mindenkinek kenyér és rózsa” Kiállítási katalógus. Budapest, Első Magyar Látványtár Alapítvány, 1999 (Az Első Magyar Látványtár katalógusai 7.)
- Korniss Péter munkássága. Dokumentumok, 1961-2001. Kecskemét, Magyar Fotográfiai Múzeum, 2001.(A magyar fotográfia forrásai 1.)
- Csorba László: Magyar emlékek Itáliában. Budapest, Fotó Benda, 2003 (olaszul is)
- A Győri Nemzeti Színház 25 éve. 1978-2003. Győr, Győri Nemzeti Színház, 2003
- Bombicz Barbara: Táncba zárt lélek. 25 év a Győri Balett ölelésében. Győr, Hazánk Könyvkiadó, 2004
- Gubcsi Lajos: A csillagokban Bubik István. Himnusz, nimbusz, mítosz. A Magyar Művészetért. Budapest, GL-4 Kft., 2005
- Határ Győző: Alapigazságaink (Nagardzsuna), Budapest, Szabadföld Kiadó, 2003
- Gábor György: Szinaj és Jabne. Budapest, Jószöveg Műhely, 2005
- A műgyűjtés dicsérete. 15 éves a Látványtár. Budapest, Első Magyar Látványtár Alapítvány, 2008

### Naptárak
- Budapest Kongresszusi Központ 1995. Budapest, Bend Art Studio, 1994
- Duna Plaza 1995
- A Szentföld 2002. Budapest, Szabad Föld Lap- és Könyvkiadó, 2001
- Mindörökké tánc 2002. Budapest, Szabad Föld Lap- és Könyvkiadó, 2001
- Az ókori olympiák világa. Az athéni olimpia éve 2004. Budapest, Szabad Föld Lap- és Könyvkiadó, 2003
- Fotó: Benda Iván 2008. Budapest, Bend-art, 2007

## Írások róla és munkáiról (válogatás)
- Egy csillárral kezdődött. Benda Iván fotókiállítása. Napi Magyarország, 1999. 115. 11.
- Csorba László: Felmegyünk Jeruzsálembe = Going up to Jerusalem. Fotó Benda. Izrael – Palesztina – Szentföld. Budapest, 2001
- Ternyák Csaba :Valóság és látomás = Reality and Vision. Fotó Benda. Izrael – Palesztina – Szentföld. Budapest, 2001
- Schweitzer József: Örvendezzetek Jeruzsálemben = Ladies and Gentlemen. Fotó Benda. Izrael – Palesztina – Szentföld. Budapest, 2001
- Ruti Director: Benda Iván fotóművészete, mint humanista gyakorlat. Bet-Ariel center 2001
- Gábor György: A történelem tekintete. Benda Iván „Jeruzsálem” című fotókiállítása. Palazzo Falconieri (Accademia d'Ungheria in Roma – Római Magyar Akadémia) 2001. május 2. – június 16. Balkon 2001. 6-7.
- Benda Iván fotóművész hetven műremeke a Bét Ariella tárlatán. Új Kelet (Tel – Aviv), 2002. december
- Benda Iván fotóművész ismét Izraelben. Új Kelet (Tel Aviv), 2002. december 13. 13.
- Gábor György: Ég és föld között. Kommentárok Benda Iván fotográfiáihoz. (metafizikai képeskönyv)
- Gábor György: Ég és Föld között. Benda Iván két fotónaptára. Abszolút tenger. Tanulmányok, esszék, kritikák. Budapest, Semmelweis Kiadó, 2006. 88-91. p.
- Gábor György: A történelem tekintete. Abszolút tenger. Tanulmányok, esszék, kritikák. Budapest, Semmelweis Kiadó, 2006. 92-98. p.
- Gábor György: "Önkéntes zsidó gettók népe" Benda Iván – Heller Ágnes: A törvények őrzői. Budapest, Benda FOTO, 2019. 2-3. p.
- Pozsgai János: Három világvallás örök ölelésében. Kisalföld, 2007. 82. Húsvét ünnepi melléklet 18.
- Radnóti Sándor: Az ortodox zsidók. Élet és Irodalom, 2005. 35.
- N. Mészáros Júlia: Mesterek dicsérete. Győri Múzsa, 2002. 11-12.
- Sándor Zsuzsa: Retusálás nélkül. (Benda Iván a Szentföld fotósa) 168 Óra, 2015. 27.
- Heller Ágnes: Önkéntes zsidó gettók népe

## Díjak, elismerések
- Karig Sára-díj (2024) [2]